# Stenotarsus quinarius
Stenotarsus quinarius là một loài bọ cánh cứng thuộc họ Endomychidae. Loài này được Lea miêu tả khoa học năm 1922.